# Hermanas de la Sagrada Familia (Instituto Lega)
La Congregación de Hermanas de la Sagrada Familia (oficialmente en italiano: Congregazione delle Suore della Sacra Famiglia), también conocida como Instituto Lega, es un instituto religioso católico femenino, de vida apostólica y de derecho pontificio, fundado en 1871 por la religiosa italiana Maria Teresa Lega en Modigliana. A las religiosas de este instituto se les conoce como Hermanas de la Sagrada Familia y posponen a sus nombres las siglas S.S.F.

## Historia
La congregación fue fundada en por la monja franciscana italiana Maria Teresa Lega, en la localidad de Modigliana. Luego de la supresión de los monasterios de vida contemplativa por parte del gobierno italiano, Lega fundó el instituto para asegurarse de la formación religiosa de los jóvenes. Obtuvo el apoyo del papa Pío IX y dio inicio a la comunidad el 16 de julio de 1871.
El instituto recibió la aprobación como congregación religiosa de derecho diocesano del obispo de Modigliana, Leonardo Giannotti. Fue elevado a la categoría de congregación pontificia por el papa León XIII, mediante decretum laudis del 12 de junio de 1888, y agregada a la Orden de Frailes Menores el 23 de agosto de 1918.

## Organización
La Congregación de Hermanas de la Sagrada Familia es un instituto religioso de derecho pontificio y centralizado, cuyo gobierno es ejercido por una superiora general. La sede central se encuentra en Cesena (Italia).
Las hermanas de la Sagrada Familia se dedican a la educación e instrucción cristiana de la juventud y a la pastoral sanitaria, en hospitales y casas para ancianos, forman parte de la familia franciscana y visten un hábito beige con velo blanco. En 2017, el instituto contaba con 63 religiosas y 12 comunidades, presentes en Italia, Colombia y Mozambique.